# Atamante (pitagorico)
Atamante (in greco Ἀθάμας; Posidonia, ... – ...) è stato un filosofo greco antico secondo il catalogo di Giamblico nato a Posidonia ed appartenente alla scuola pitagorica .